# Дюклер, Энтони
Энтони Дюклер (англ. Anthony Duclair; 26 августа 1995, Лаваль, Квебек, Канада) — канадский профессиональный хоккеист, левый нападающий клуба НХЛ «Нью-Йорк Айлендерс».

## Карьера
Дюклер провёл 3 сезона в клубе «Квебек Ремпартс», выступающем в QMJHL. В сезоне 2013/14 он забил 50 голов в 59 матчах. В том сезоне он попал в первую символическую сборную лиги.
2 января 2014 года Энтони подписал трёхлетний контракт новичка с клубом НХЛ «Нью-Йорк Рейнджерс», который выбрал его на драфте 2013 года в 3-м раунде под общим 80-м номером. В преддверии сезона 2014/15 Дюклер сыграл за «рейнджеров» 5 матчей и набрал в них 5 очков. Благодаря впечатляющей игре он попал в основной состав команды на этот сезон.
27 октября 2014 года Дюклер забил свой первый гол в НХЛ в ворота голкипера «Миннесота Уайлд» Дарси Кемпера. Несмотря на это, оставшуюся часть сезона он провёл в QMJHL в составе «Квебек Ремпартс».
1 марта 2015 года Энтони обменяли в «Аризона Койотис».
14 октября 2015 года Дюклер сделал свой первый хет-трик в карьере НХЛ, случилось это в матче против «Анахайм Дакс». В своём первом полноценном сезоне в НХЛ между ним и его товарищем по команде Максом Доми возникла "химия", благодаря этому их дуэту дали прозвище "Убийцы Д" ("The Killer D's").
19 января 2017 года Дюклер был отправлен в АХЛ в клуб Тусон Роудраннерс из-за отсутствия результативности, но 3 марта 2017 года его вернули обратно в основной состав «койотов».
10 января 2018 года Энтони обменяли в «Чикаго Блэкхокс». За 23 игры за «Блэкхокс» он набрал лишь 8 очков и тем самым не получил квалификационного предложения от «Чикаго» и стал свободным агентом.
5 июля 2018 год Дюклер подписал односторонний контракт на 650 тыс. долларов с «Коламбус Блю Джекетс». За 53 игры в составе «жакетов» он набрал 19 очков, забив 11 голов.
23 февраля 2019 года «Коламбус» обменял Дюклера в «Оттаву Сенаторз». За несколько дней до сделки главный тренер «жакетов» Джон Торторелла раскритиковал Энтони, сказав, что тот "не умеет играть".
17 июня 2019 года Дюклер подписал однолетний контракт с «сенаторами» на сезон 2019/20 с зарплатой 1,65 млн долларов.
1 июля 2024 года, будучи неограниченно свободным агентом, подписал четырёхлетний контракт с «Айлендерс» на общую сумму $ 14 млн.